# Katastrofa kolejowa w Studénce (2008)
Katastrofa kolejowa w Studénce – 8 sierpnia 2008 w Studénce doszło do wypadku pociągu EuroCity EC 108 Comenius relacji Kraków Główny – Praga Główna, którym podróżowało około 400 osób. Na tory kolejowe przed przejazdem pociągu zawalił się wiadukt będący w trakcie remontu. Maszynista pociągu zdołał przed najechaniem włączyć hamowanie awaryjne (co zmniejszyło prędkość pociągu o 43 kilometry na godzinę) i zdążył uciec do przedziału maszynowego. W wypadku zginęło 8 osób, w tym 1 Polka i 1 Ukrainiec, a 67 osób odniosło obrażenia, w tym 15 ciężkie. Dwa miesiące później zmarła ostatnia poszkodowana w wypadku osoba, 21-letnia Polka.
Remont wiaduktu prowadziła firma ODS-Dopravní Stavby Ostrava, a podwykonawcą była firma Bögl & Krýsl.
7 grudnia 2017 sąd w Nowym Jiczynie uniewinnił dziesięć osób oskarżonych o spowodowanie wypadku. Według słów sędziego Jaromíra Pšenicy – sąd nie jest w stanie stwierdzić, kto odpowiada za tragedię, a wszelkie wątpliwości należy rozstrzygać na korzyść oskarżonych. Prokurator Aleš Kopal złożył odwołanie od wyroku.

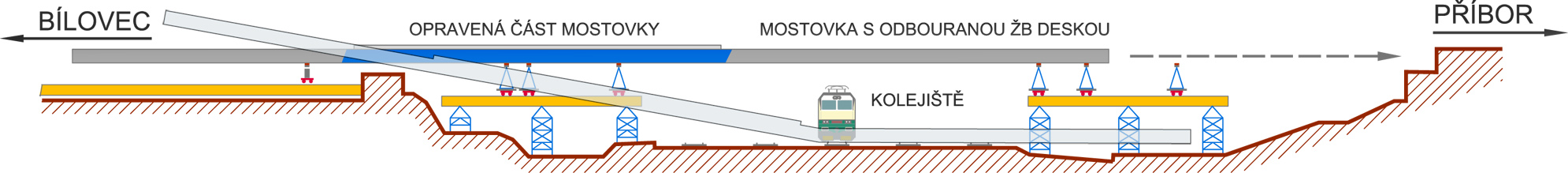
Położenie wiaduktu w chwili wypadku

## Obywatelstwo ofiar wypadku
| Państwo | Liczba ofiar |
| ------- | ------------ |
| Czechy  | 5            |
| Polska  | 2            |
| Ukraina | 1            |
| Razem:  | 8            |

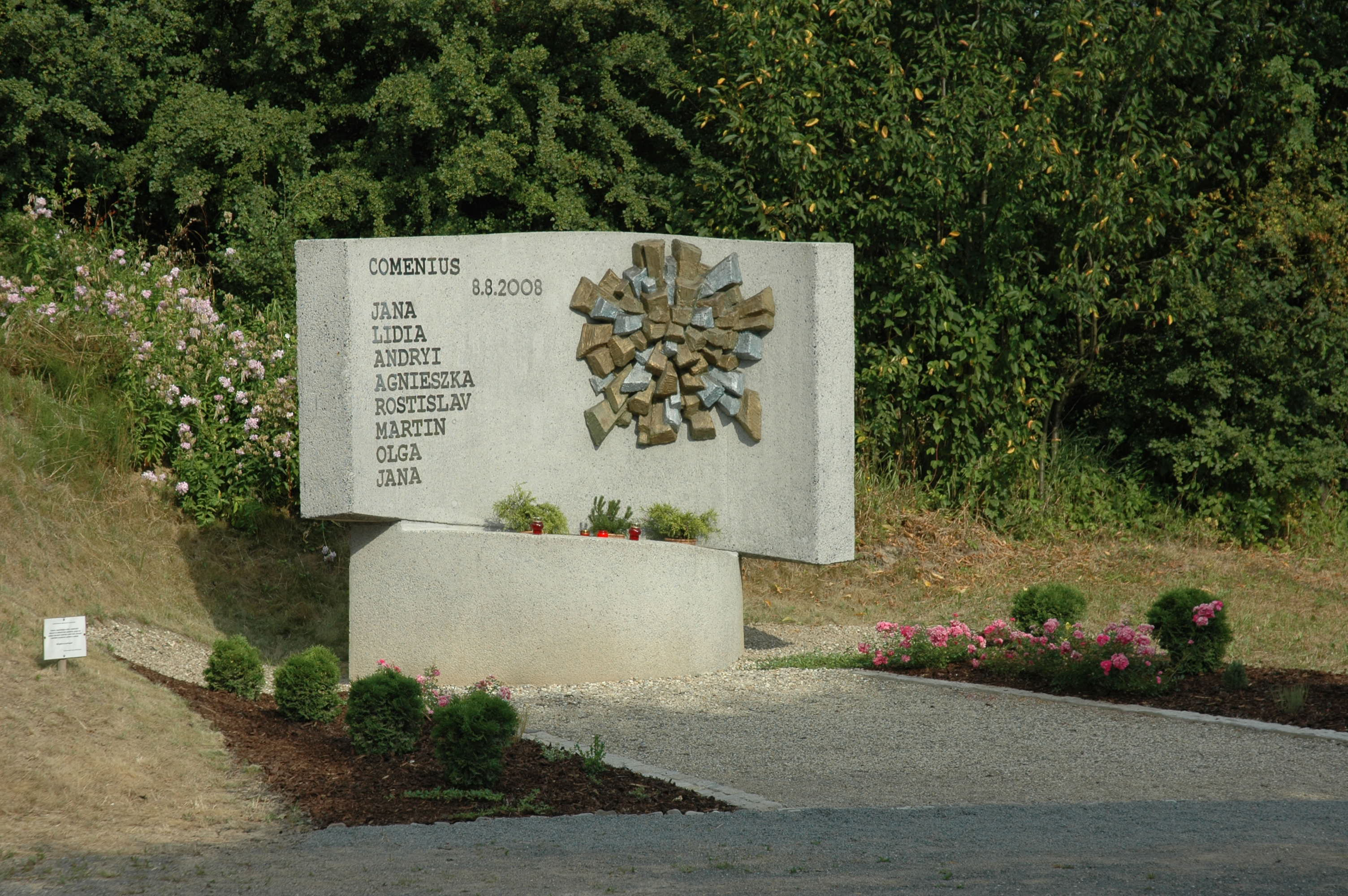
Pomnik poświęcony ofiarom wypadku